# Norbert František Václav Bruntálský z Vrbna
Norbert František Václav Bruntálský z Vrbna (německy Norbert Franz Wenzel Wrbna-Freudenthal, 30. dubna 1680 – 30. dubna 1729) byl šlechtic z české linie rodu Bruntálských z Vrbna.

## Život
Narodil se jako syn hraběte a nejvyššího kancléře Jana Františka a jeho druhé manželky Terezie Františky, rozené hraběnky z Martinic. Po otci byl dědicem panství Hořovice, Komárov a Mrač.
Dne 12. července 1726 se oženil s Marií Aloisií Štěpánkou, hraběnkou Kinskou z Vchynic a Tetova (1707–1786). Manželé měli syna Evžena Václava, který byl zakladatelem nové, mladší (hořovické) linie rodu.
Starší (fulnecká) linie rodu Norbertova bratra Josefa Františka Václava vyhasla ve třetí generaci v osobě Jana Nepomuka.
Hrabě Norbert František Václav Bruntálský z Vrbna zemřel ve věku 49 let. Jeho ovdovělá manželka se v roce 1737 znovu provdala za hraběte Rudolfa Chotka, se kterým prožila téměř celé půlstoletí ve šťastném manželství.